# St-Julien (Saint-Félix-de-Lodez)

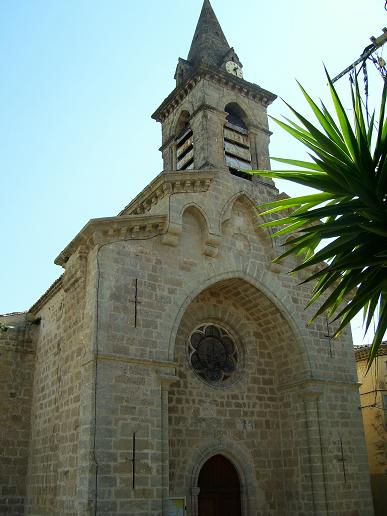
Pfarrkirche Saint-Julien

Die Kirche Saint-Julien befindet sich in der französischen Gemeinde Saint-Félix-de-Lodez. Sie dient heute als Pfarrgemeindekirche.

## Geschichte der Kirche
Die Kirche ist im Laufe der Jahrhunderte mehrfach um- und ausgebaut worden. Die ursprüngliche Konstruktion wurde Ende des 13. bis Anfang des 14. Jahrhunderts errichtet. Sie bestand aus zwei viereckigen Räumen und einem Altarraum im Osten, getrennt durch einen Rundbogen.
Der Chor und das Kirchenschiff sind mit einem Kreuzrippengewölbe versehen, das von mehreren Säulen getragen wird. Im 14. Jahrhundert wurde die Kirche mit einer nördlichen Kapelle erweitert. Weitere Ausbauten fanden im 19. und 20. Jahrhundert statt.
Die südliche Kapelle, die sich heute nicht mehr in ihrem Ursprungszustand befindet, weist identische Wölbungen auf wie jene in der nördlichen Kapelle. Unglücklicherweise sind die wichtigen Hinweise auf diese Übereinstimmungen heute nicht mehr erkennbar. Es ist sicher, dass diese Kapelle nicht immer nach ihrem Vorbild gebaut worden ist. Hier wird der zeitweise in die Konstruktion eingeflossene Verteidigungszweck der Kirche sichtbar.
Die westliche Fassade des östlichen Teils der Kirche, mitsamt der Glocke und dem Beichtstuhl, sind eine Konstruktion aus dem 19. Jahrhundert. Sie sind in gotischem Stil gehalten.

## Geschichtliche Erwähnungen
Die Kirche wird am 8. September 1631 bei einem Besuch des Bischofs von Lodève, Jean VI. Plantavit de la Pause, erwähnt. „Die Pfarrkirche von Saint-Felix-de-Lodez ist Saint Julian gewidmet... sie ist sehr schön gebaut und hat starke, große, gut anzusehende Mauern...“. Am 13. Juni 1659 wurde sie von Roger de Harlay de Cési, Bischof von Lodève, besucht. Er hielt eine Messe und segnete die Kirche.

## Skizzen
|  |  |  |
|  |  |  |

Koordinaten: 43° 39′ 43,3″ N, 3° 27′ 36,7″ O